# Podarcis raffonei
Podarcis raffonei är en ödleart som beskrevs av Mertens 1952. Podarcis raffonei ingår i släktet Podarcis och familjen lacertider.
Arten har oftast brunaktiga fjäll på ovansidan och punkter på strupen. Hos andra familjemedlemmar förekommer ofta en varierande kroppsfärg och det gäller kanske även för Podarcis raffonei.
Denna ödla lever endemisk på de Eoliska öarna norr om Sicilien i Italien. På öarna förekommer klippiga ställen och biomen Macchia.
Podarcis raffonei lägger ägg.
Det största hotet mot arten är introducerade konkurrenter som ruinödlan (Podarcis siculus). Kanske fångas några exemplar för att hålla i terrarium. IUCN uppskattar att hela populationen är mindre än 1000 exemplar. IUCN kategoriserar arten globalt som akut hotad.

## Underarter
Arten delas in i följande underarter:
- P. r. antoninoi
- P. r. raffonei